# Lista celor mai longevivi arbori
Aceasta este o listă de arbori după longevitate (arbori individuali, nu ca specie)

## Arbori individuali
| Name                 | Vârstă (ani)  | Specie                                     | Loc                         | Țară          | Note                                                                    |
| -------------------- | ------------- | ------------------------------------------ | --------------------------- | ------------- | ----------------------------------------------------------------------- |
| ?                    | 5.068 în 2019 | Pinus longaeva                             | White Mountains, California | Statele Unite | Cel mai bătrân copac cunoscut în viață. Vârstă stabilită de Tom Harlan. |
| Methuselah           | 4.850 în 2019 | Pinus longaeva                             | White Mountains, California | Statele Unite | Până în 2012, era considerat cel mai bătrân copac în viață din lume.    |
| Prometheus (WPN-114) | 4.844         | Pinus longaeva                             | Wheeler Peak, Nevada        | Statele Unite | Tăiat de Donald Rusk Currey în 1964.                                    |
| Gran Abuelo          | 3.648 în 2019 | Fitzroya cupressoides                      | Cordillera Pelada, Los Ríos | Chile         | În viață. Se află în Alerce Costero National Park.                      |
| CBR26                | 3.266         | Sequoia gigantică Sequoiadendron giganteum | Sierra Nevada, California   | Statele Unite | Mort.                                                                   |
| D-21                 | 3.220         | Sequoia gigantică Sequoiadendron giganteum | Sierra Nevada, California   | Statele Unite | Mort.                                                                   |
| D-23                 | 3.075         | Sequoia gigantică Sequoiadendron giganteum | Sierra Nevada, California   | Statele Unite | Mort.                                                                   |
| CMC 3                | 3.033         | Sequoia gigantică Sequoiadendron giganteum | Sierra Nevada, California   | Statele Unite | Mort.                                                                   |
| Scofield Juniper     | 2.675         | Juniperus occidentalis                     | Sierra Nevada, California   | Statele Unite | Mort.                                                                   |

## Arbori clonali
O colonie clonală sau genet este un grup de indivizi identici genetic care au crescut într-un anumit loc, toți provenind vegetativ, nu sexual, de la un singur strămoș.
Pando  din Pădurea Națională Fishlake, SUA, este o colonie clonală a unui plop tremurător american (Populus tremuloides) care are 80.000 -1.000.000 de ani, se numără printre cele mai vechi organisme vii cunoscute
Jurupa Oak din Comitatul Riverside, California este o colonie clonală a unui stejar care are 13.000 de ani.
Old Tjikko este un molid din Norvegia de 9.560 de ani, situat pe muntele Fulufjället din provincia Dalarna din Suedia. Vechiul Tjikko și-a câștigat inițial faima ca cel mai vechi copac din lume. Vechiul Tjikko este, totuși, un copac clonal care a regenerat mai multe trunchiuri, ramuri și rădăcini de-a lungul mileniilor, mai degrabă decât un arbore individual de vârstă mare.

## Galerie de imagini

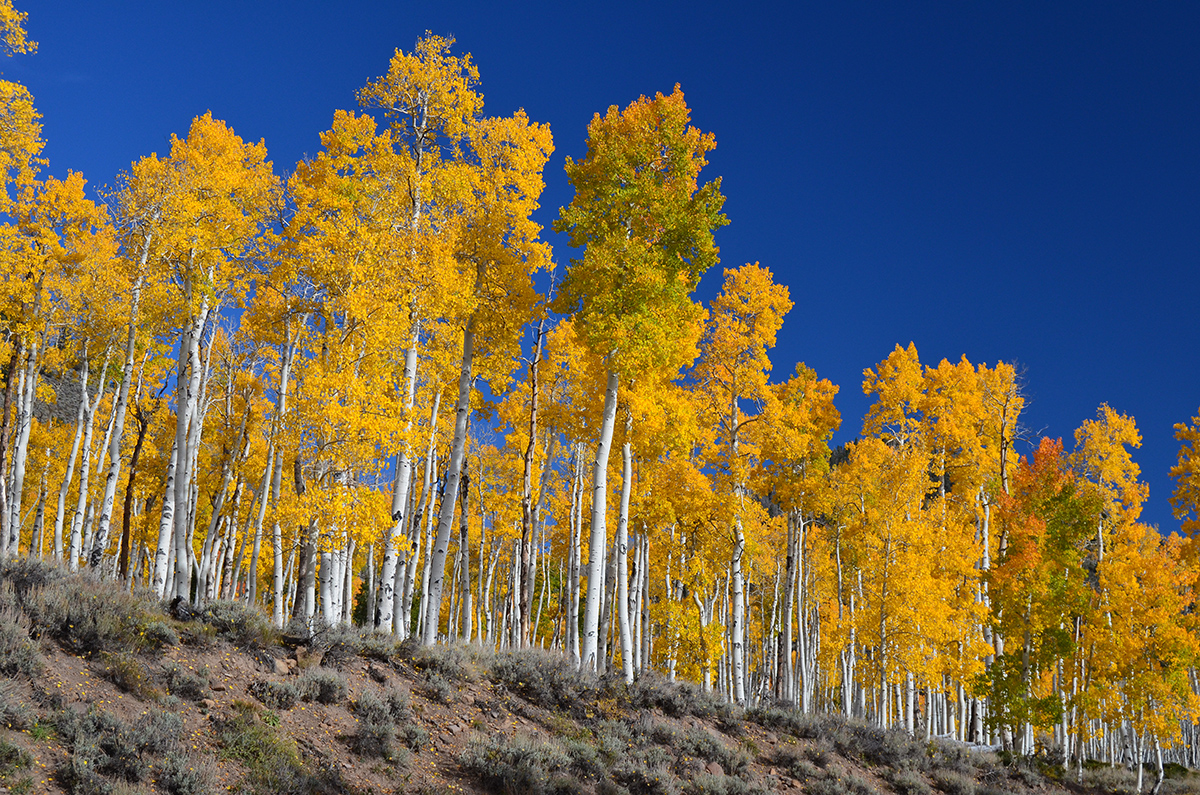
Colonia clonală Pando
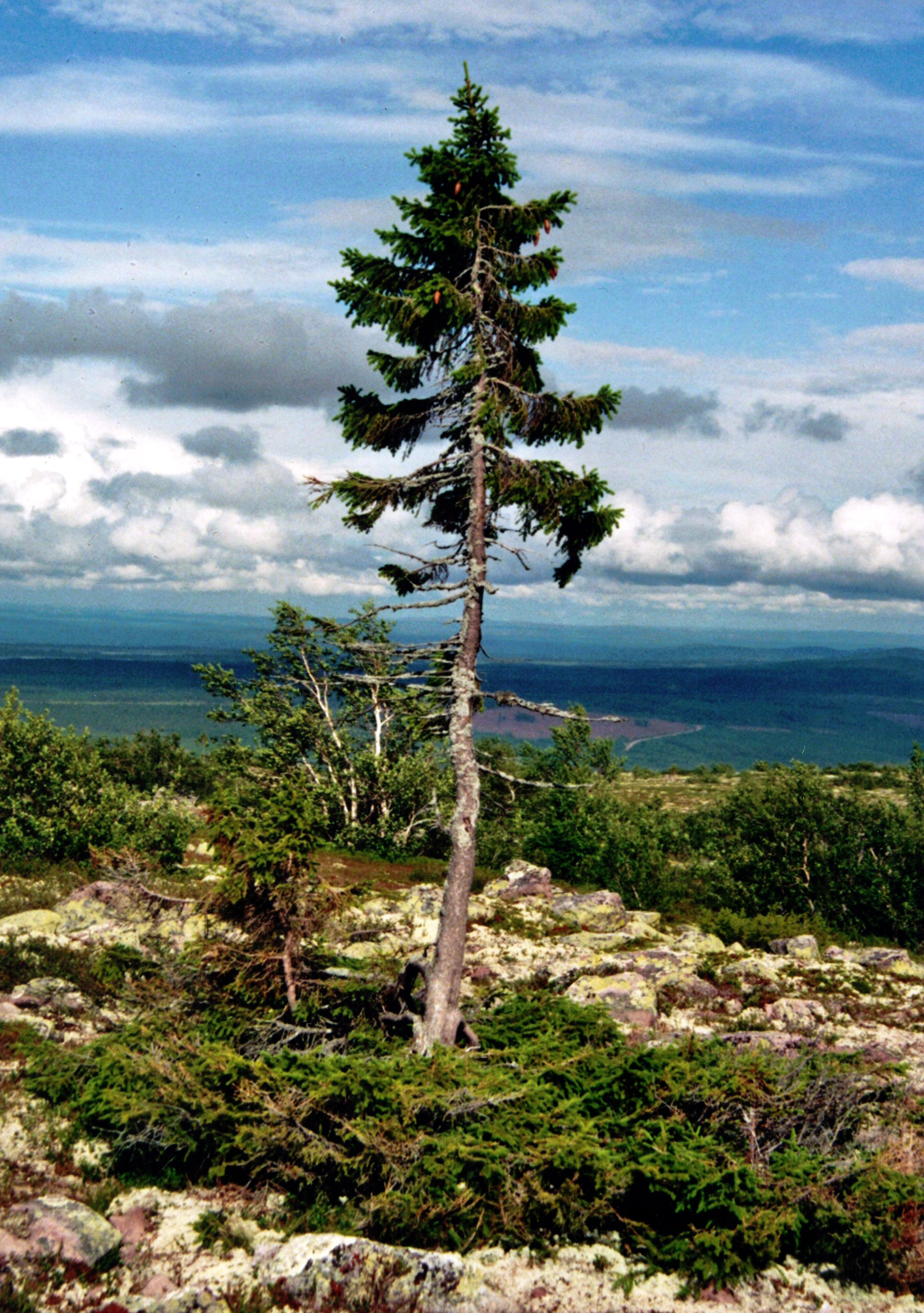
Old Tjikko (molid)
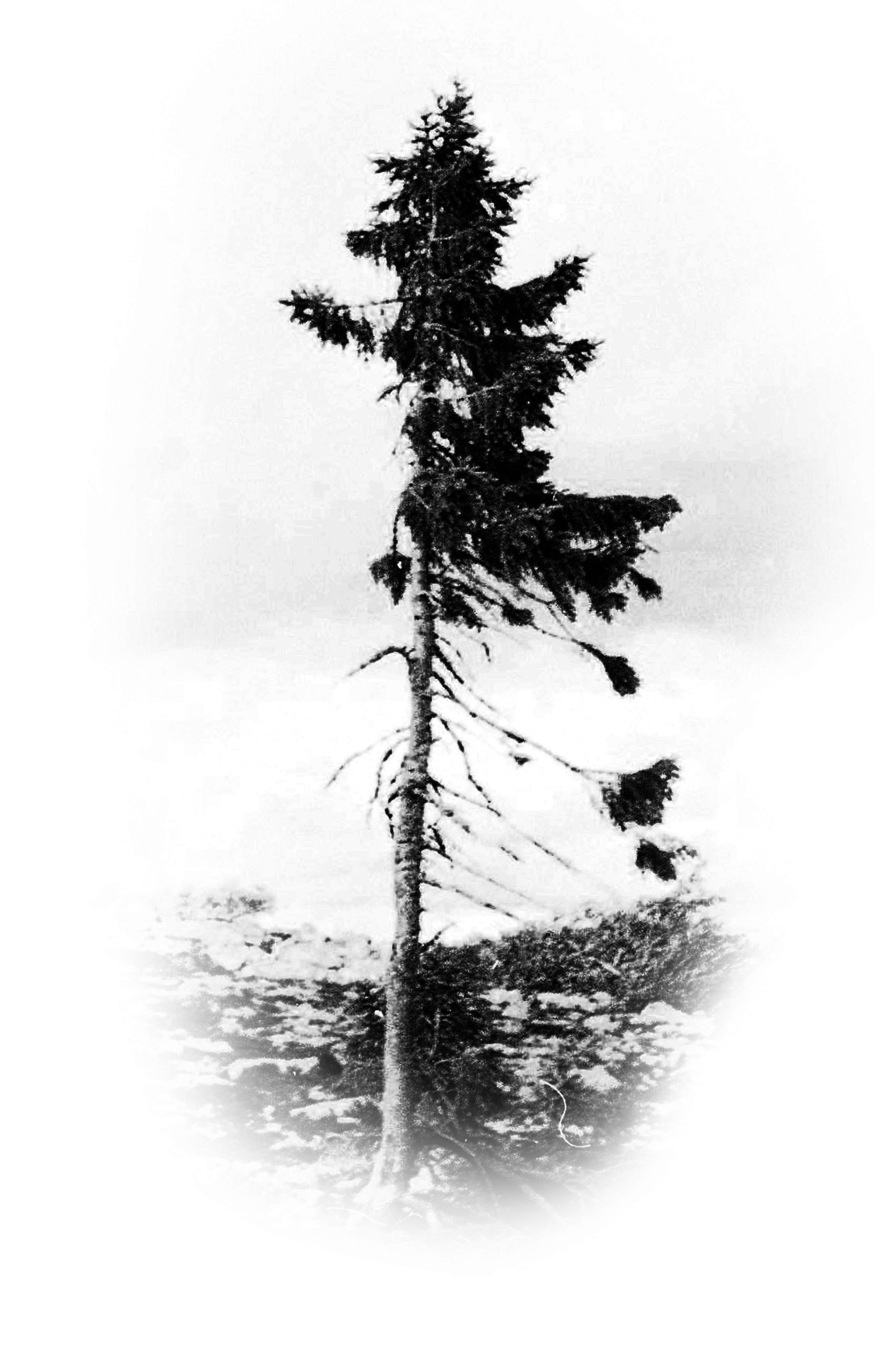
Old Tjikko
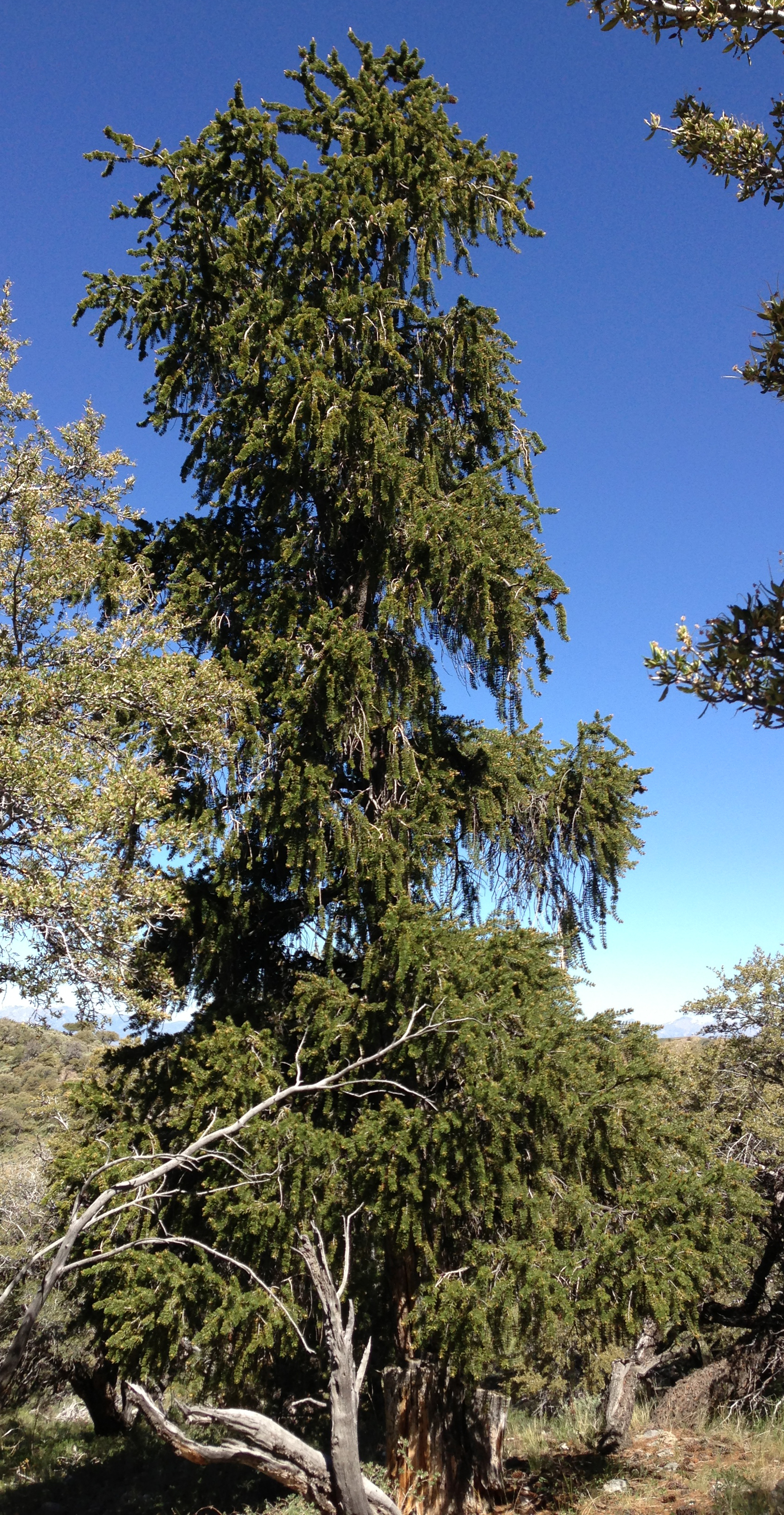
Pinus longaeva
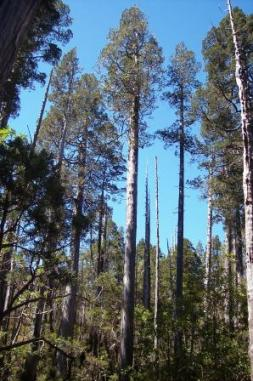
Alerces (Fitzroya cupressoides)
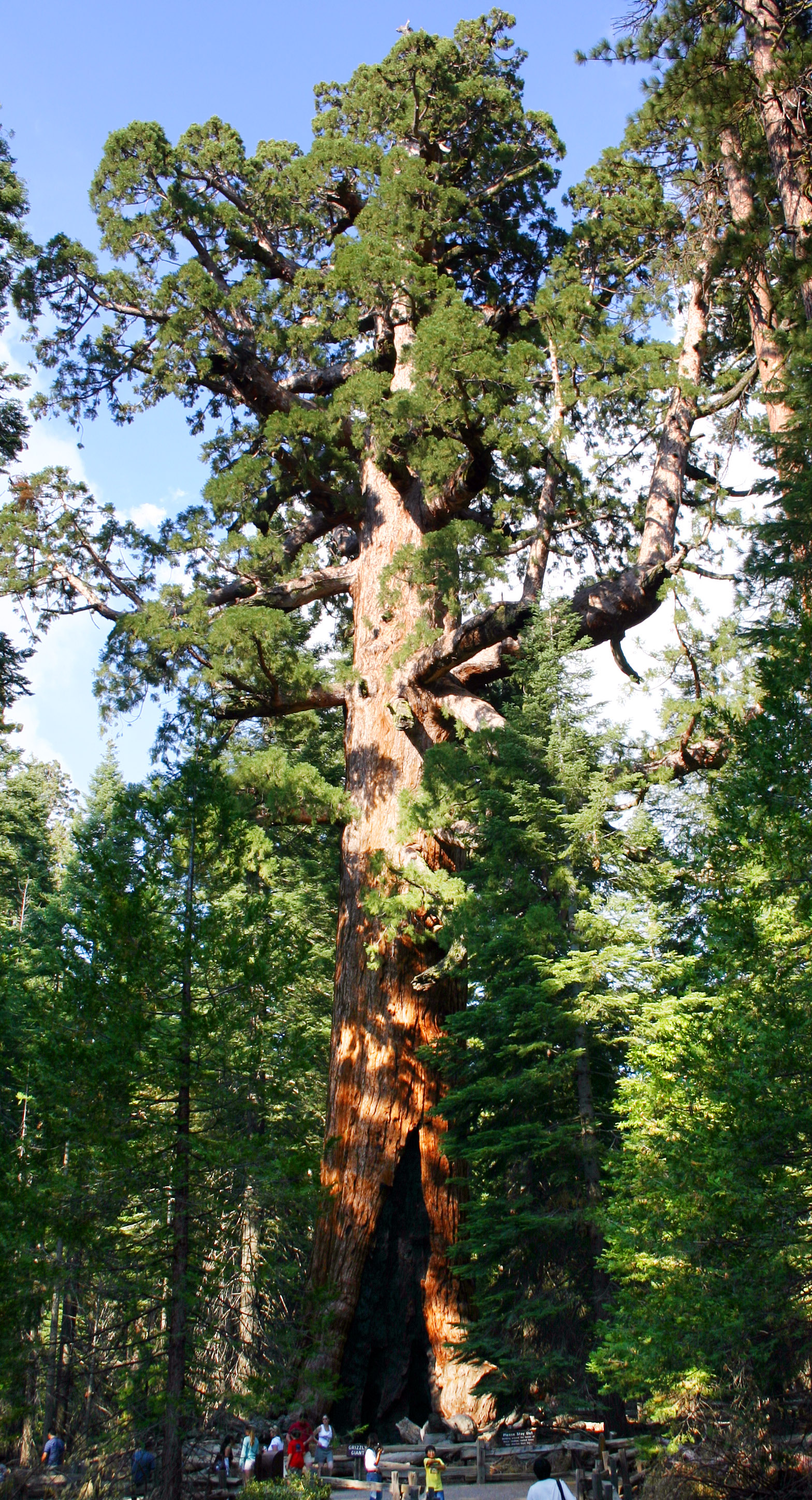
Sequoiadendron giganteum